# سرديان لوكيتش
سرديان لوكيتش هو لاعب كرة قدم صربي في مركز الدفاع، ولد في 1 ديسمبر 1981 في ياغودينا في صربيا. لعب مع نادي ياغودينا.